# I Am My Own Wife
I Am My Own Wife è un'opera teatrale del drammaturgo statunitense Doug Wright, debuttata al Playwrights Horizons di New York il 27 maggio 2003. Il dramma ha vinto il Premio Pulitzer per la drammaturgia e il Tony Award alla migliore opera teatrale.

## Trama
Il dramma racconta la vita dell'antiquario transgender Charlotte von Mahlsdorf dalla seconda guerra mondiale fino alla morte della donna, avvenuta nel 2002.